# Beretinec
Beretinec är en ort i Kroatien.   Den ligger i länet Varaždin, i den nordöstra delen av landet, 50 km nordost om huvudstaden Zagreb. Beretinec ligger 192 meter över havet och antalet invånare är 1 059.
Terrängen runt Beretinec är platt åt nordost, men åt sydväst är den kuperad. Runt Beretinec är det ganska glesbefolkat, med 48 invånare per kvadratkilometer. Närmaste större samhälle är Varaždin, 6,7 km norr om Beretinec. Omgivningarna runt Beretinec är en mosaik av jordbruksmark och naturlig växtlighet.